# Liste der denkmalgeschützten Objekte in Obsteig
Die Liste der denkmalgeschützten Objekte in Obsteig enthält die 15 denkmalgeschützten, unbeweglichen Objekte der Tiroler Gemeinde Obsteig.

## Denkmäler
| Foto |                 | Denkmal                                                                                             | Standort                                           | Beschreibung | Metadaten |
| ---- | --------------- | --------------------------------------------------------------------------------------------------- | -------------------------------------------------- | --- | --- |
| ja   | Datei hochladen | Kapelle hl. Antonius in Thal HERIS-ID: 17176 Objekt-ID: 13450 TKK: 19766                            | Thal 34, neben Standort KG: Obsteig                | Die gemauerte Kapelle mit dreiseitigem Chorschluss, schindelgedecktem Satteldach und Glockenreiter wurde 1756 anstelle eines offenen Vorgängerbaus errichtet. An der Eingangsfassade befindet sich ein Rundbogenportal, darüber ein Rundbogenfenster. an den Längsseiten je ein Rundbogenfenster. Das Innere weist ein Stichkappengewölbe auf. Die Altarwand ist durch eine breite Rundbogennische in profilierter Stuckrahmung und zwei seitliche Rundbogennischen gegliedert.                                                                            | BDA-Hist.: Q37835136 Status: Bescheid Stand der BDA-Liste: 2025-06-30 Name: Kapelle hl. Antonius in Thal GstNr.: .322                                                            |
| ja   | Datei hochladen | Burg Klamm und Nebengebäude HERIS-ID: 17170 Objekt-ID: 13444 TKK: 19771                             | Burg Klamm 1 Standort KG: Obsteig                  | Die Burg auf einem steilen Felssporn wurde vermutlich in der ersten Hälfte des 13. Jahrhunderts errichtet. Aus dieser Zeit stammen der freistehende runde Bergfried und der davon getrennte, etwas tiefer liegende Palas. Abgesehen von Den Resten der Zwingermauer aus dem 16. Jahrhundert, stammen die übrigen Gebäude (Torbau, verbindende Futtermauern und Treppenanlagen zwischen Turm und Palas, Ringmauern) aus dem 20. Jahrhundert. Eine gedeckte Holzbrücke von 1957 ermöglicht den Zugang über den aus dem Felsen geschlagenen Halsgraben.       | BDA-Hist.: Q1012675 Status: Bescheid Stand der BDA-Liste: 2025-06-30 Name: Burg Klamm und Nebengebäude GstNr.: .1, .2, 1, 2, 3, 4/3 Burg Klamm                                   |
| ja   | Datei hochladen | Kath. Pfarrkirche hl. Josef und Friedhof in Unterstrass HERIS-ID: 17163 Objekt-ID: 13437 TKK: 19827 | Unterstrass 254, gegenüber Standort KG: Obsteig    | Die schlichte barocke Kirche wurde urkundlich 1765 erbaut. Der Turm wurde in der Mitte des 19. Jahrhunderts angebaut. Die Kirche wurde 1891 zur Pfarrkirche erhoben, 1974/1975 wurde sie renoviert. Die Westfassade ist mit einem geschweiften Knickgiebel über Gesimsen, einem Rundbogenportal und einem barocken Fresko des hl. Josef um 1770 gestaltet. Das Innere weist ein Tonnengewölbe mit Stichkappen, einen eingezogenen rundbogigen Triumphbogen und eine hölzerne Westempore auf. Die Gewölbefresken wurden 1981 von Wolfram Köberl geschaffen. | BDA-Hist.: Q23541839 Status: § 2a Stand der BDA-Liste: 2025-06-30 Name: Kath. Pfarrkirche hl. Josef und Friedhof in Unterstrass GstNr.: .347, 5670 Saint Joseph Church (Obsteig) |
| ja   | Datei hochladen | Ansitz Schneggenhausen HERIS-ID: 17165 Objekt-ID: 13439 TKK: 19820                                  | Unterstrass 254 Standort KG: Obsteig               | Das Gebäude wurde 1468 erstmals urkundlich erwähnt. Der zweigeschoßige Mauerbau mit Satteldach ist giebelseitig von Süden über einen Mittelflur erschlossen, das Segmentbogenportal wird über eine gemauerte Freitreppe erreicht. Die Fassade ist mit klassizistischer Architekturmalerei aus der Zeit um 1800 geschmückt. Diese zeigt kannelierte Pilaster an den Gebäudekanten sowie Portal- und Fensterumrahmungen mit Festons. Im Inneren weisen der Hausgang und die Küche ein Stichkappengewölbe auf.                                                | BDA-Hist.: Q37835003 Status: Bescheid Stand der BDA-Liste: 2025-06-30 Name: Ansitz Schneggenhausen GstNr.: 5717/1                                                                |
| ja   | Datei hochladen | Widum HERIS-ID: 17166 Objekt-ID: 13440 TKK: 19831                                                   | Unterstrass 256 Standort KG: Obsteig               | Der zweigeschoßige Mauerbau mit Satteldach, der giebelseitig über einen Mittelflur erschlossen ist, wurde Anfang des 19. Jahrhunderts nach Plänen von Benedikt Perwög errichtet. Die Giebelfassade weist ein segmentbogig geschlossenes Portal und klassizistische Fassadenmalerei (Pilaster an den Gebäudekanten, Fenster- und Portalrahmungen) auf. | BDA-Hist.: Q37835021 Status: § 2a Stand der BDA-Liste: 2025-06-30 Name: Widum GstNr.: .349                                                                                       |
| ja   | Datei hochladen | Kapelle hl. Antonius in Oberstrass HERIS-ID: 17167 Objekt-ID: 13441 TKK: 19765                      | Oberstrass 202, in der Nähe Standort KG: Obsteig   | Die Kapelle wurde 1981 als Ersatz für einen wegen einer Straßenerweiterung abgetragenen barocken Vorgängerbau errichtet. Der Mauerbau mit dreiseitigem Chor und schindelgedecktem Satteldach mit Dachreiter weist an der Eingangsfassade ein Rundbogenportal auf. Der Innenraum ist mit einem Kreuzgewölbe gedeckt. Die barocken Fresken, eine Schutzengeldarstellung im Giebelfeld der Eingangsfassade und Maria Immaculata über dem Altar, wurden von der alten Kapelle übertragen.                                                                      | BDA-Hist.: Q37835039 Status: § 2a Stand der BDA-Liste: 2025-06-30 Name: Kapelle hl. Antonius in Oberstrass GstNr.: .448                                                          |
| ja   | Datei hochladen | Ortskapelle Aschland HERIS-ID: 17171 Objekt-ID: 13445 TKK: 19760                                    | Aschland 119, in der Nähe Standort KG: Obsteig     | Die Rochuskapelle auf einer Anhöhe wurde im 18. Jahrhundert erbaut. Der Mauerbau mit dreiseitigem Chor und schindelgedecktem Satteldach mit hölzernem Dachreiter weist an der Giebelfassade ein Rundbogenportal auf. Die Fassaden sind mit Putzgliederung an den Gebäudekanten und Maueröffnungen gestaltet. | BDA-Hist.: Q37835059 Status: § 2a Stand der BDA-Liste: 2025-06-30 Name: Ortskapelle Aschland GstNr.: .431                                                                        |
| ja   | Datei hochladen | Ortskapelle Finsterfiecht HERIS-ID: 17172 Objekt-ID: 13446 TKK: 19761                               | Finsterfiecht 42, in der Nähe Standort KG: Obsteig | Die der hl. Familie geweihte Kapelle in Finsterfiecht wurde 1742 errichtet. Der Mauerbau mit dreiseitigem Chor und schindelgedecktem Satteldach mit hölzernem Dachreiter weist an der östlichen Eingangsfassade ein Rundbogenportal mit zwei seitlichen Rundfenstern auf. Der Innenraum ist mit einem Kreuzgewölbe und Stichkappen im Chorraum ausgestattet. | BDA-Hist.: Q37835074 Status: § 2a Stand der BDA-Liste: 2025-06-30 Name: Ortskapelle Finsterfiecht GstNr.: .324                                                                   |
| ja   | Datei hochladen | Sühne-Kapelle in Finsterfiecht HERIS-ID: 17173 Objekt-ID: 13447 TKK: 19767                          | Standort KG: Obsteig                               | Der gemauerte Nischenbildstock mit geradem Schluss und Satteldach wurde 1990 anstelle eines Vorgängerbaus aus dem 19. Jahrhundert errichtet. Der Name „Sühnekapelle“ bezieht sich auf einen Kindermord im Jahr 1833, sie wurde an der Stelle erbaut, an der das Opfer vergraben worden sein soll. | BDA-Hist.: Q37835091 Status: § 2a Stand der BDA-Liste: 2025-06-30 Name: Sühne-Kapelle in Finsterfiecht GstNr.: 4387                                                              |
| ja   | Datei hochladen | Ortskapelle Hl. Familie in Holzleiten HERIS-ID: 17175 Objekt-ID: 13449 TKK: 19764                   | Holzleiten 74, neben Standort KG: Obsteig          | Die Kapelle wurde 1854 geweiht. Sie besteht aus einem quadratischen Betraum mit Kreuzgratgewölbe und Doppelbogenfenstern an den Traufseiten und einem eingezogenen, tiefen Chor mit dreiseitigem Schluss. An der nördlichen Eingangsfassade befindet sich ein Portikus, darüber ein Fassadengiebel mit Glockenturm. Die Fassaden sind durch Blendbogennischen gegliedert. | BDA-Hist.: Q37835107 Status: § 2a Stand der BDA-Liste: 2025-06-30 Name: Ortskapelle Hl. Familie in Holzleiten GstNr.: .421                                                       |
| ja   | Datei hochladen | Kapelle Maria Heimsuchung in Wald HERIS-ID: 17177 Objekt-ID: 13451 TKK: 19769                       | Wald 18a, in der Nähe Standort KG: Obsteig         | Die Kapelle stammt aus der Mitte des 18. Jahrhunderts. Der Mauerbau mit dreiseitigem Chor und schindelgedecktem Satteldach mit hölzernem Dachreiter weist an der westlichen Eingangsfassade ein Rundbogenportal mit zwei seitlichen Rundfenstern auf. Im Inneren ist der Betraum mit einem Kreuzgewölbe und der Chorraum mit Stichkappen versehen. | BDA-Hist.: Q37835150 Status: § 2a Stand der BDA-Liste: 2025-06-30 Name: Kapelle Maria Heimsuchung in Wald GstNr.: .305                                                           |
| ja   | Datei hochladen | Wegkapelle Weisland HERIS-ID: 17178 Objekt-ID: 13452 TKK: 19824                                     | Weisland 127, in der Nähe Standort KG: Obsteig     | Der Kapellenbildstock wurde anstelle eines weiter westlich gelegenen Vorgängerbaus neu errichtet und 1985 geweiht. Der Mauerbau weist ein schindelgedecktes Satteldach und im Süden eine vergitterte Rundbogennische auf. | BDA-Hist.: Q37835165 Status: § 2a Stand der BDA-Liste: 2025-06-30 Name: Wegkapelle Weisland GstNr.: 5846/3                                                                       |
| ja   | Datei hochladen | Brunnen in Oberstrass HERIS-ID: 17179 Objekt-ID: 13453 TKK: 115661                                  | Oberstrass 213, gegenüber Standort KG: Obsteig     | Der Brunnen besteht aus einem rechteckigen Brunnentrog, der inschriftlich 1909 geschaffen wurde und ursprünglich im Brunnenhaus des 1983 abgetragenen Gablhofes stand, und einer Brunnensäule aus Natursteinmauerwerk. Darauf befindet sich eine Holzskulptur des hl. Christophorus unter einem geschwungenen Blechdach. | BDA-Hist.: Q37835180 Status: § 2a Stand der BDA-Liste: 2025-06-30 Name: Brunnen in Oberstrass GstNr.: 5964                                                                       |
| BW   | Datei hochladen | Wegkapelle Klammermühle/Müllers Kapellele HERIS-ID: 17182 Objekt-ID: 13456 TKK: 19770               | Standort KG: Obsteig                               | Die kleine gemauerte Wegkapelle mit geradem Chorschluss und Satteldach ist an der Fassade mit den Jahreszahlen 1693 und 1746 versehen. Sie weist an der Eingangsfassade ein schmales Segmentbogenportal und traufseitig je ein Rundfenster auf. Die Putzgliederung an den Gebäudekanten und Maueröffnungen wurde übertüncht. Der Innenraum ist mit einem Kreuzgewölbe gedeckt. Anmerkung: Standortangabe eventuell näherungsweise. | BDA-Hist.: Q37835193 Status: § 2a Stand der BDA-Liste: 2025-06-30 Name: Wegkapelle Klammermühle/Müllers Kapellele GstNr.: 77                                                     |
| ja   | Datei hochladen | Kriegerdenkmal in Unterstrass HERIS-ID: 17164 Objekt-ID: 13438 TKK: 19830                           | Unterstrass 254, gegenüber Standort KG: Obsteig    | Das Kriegerdenkmal wurde um 1920 von Leopold Seeber geschaffen. Der dreiseitige Steinpfeiler mit Kruzifix und Inschriftentafeln mit den Namen der Gefallenen beider Weltkriege wird von einem ruhenden Adler bekrönt. | BDA-Hist.: Q37834990 Status: § 2a Stand der BDA-Liste: 2025-06-30 Name: Kriegerdenkmal in Unterstrass GstNr.: .348                                                               |